# .kp
.kp è il dominio di primo livello nazionale assegnato alla Corea del Nord.
Originariamente gestito dal Korea Computer Center, dal 2011 è amministrato da Star Joint Venture.